# Зохрот
Зохрот (ивр. זוכרות‎, «Помним») — израильская еврейская некоммерческая организация, основанная в 2002 году. Базируется в Тель-Авиве. Ставит своей целью распространять в обществе информацию о Накбе (с араб. — «Катастрофа») — исходе палестинских беженцев в результате Арабо-израильской войны (1947—1949). Защищает право палестинских беженцев на возвращение. Девиз организации — «Помнить, быть свидетелями, признавать и исправлять». Глава организации — Итан Бронштейн.
Главной целью группа считает «ивритизацию Накбы» путём создания для неё места в общественном дискурсе израильских евреев. С этой целью «Зохрот» создала сайт на иврите, посвящённый деревням палестинских арабов, которые были разрушены или перезаселены еврейскими иммигрантами.
Согласно заявлению организации:
Зохрот работает над тем, чтобы сделать историю Накбы доступной для израильской публики с целью включить евреев и палестинцев в открытое обсуждение нашей общей мучительной истории. Мы надеемся, что привнося Накбу в иврит — язык еврейского большинства в Израиле, мы сможем добиться качественного сдвига в политическом дискурсе в регионе. 
«Зохрот» организует туристические поездки по израильским городам, в ходе которых палестинцы посещают места, из которых они бежали или были изгнаны в ходе войны 1948 года и в последующее время
Активисты «Зохрот» устанавливают указатели с названиями арабских улиц, чтобы создать у общества представление о недавней истории тех или иных мест. Например, такие указатели устанавливаются в лесах и парках Еврейского Национального Фонда (ЕНФ), часть из которых расположена на месте разрушенных деревень палестинских арабов. В 2005 году активисты организации поставили в парке «Канада» близ Латруна мемориальные доски в честь разрушенных деревень Эммаус и Яло, на территории которых был разбит этот парк. Однако вскоре доски подверглись атакам вандалов и были убраны.
В 2008 году, по заявлению «Зохрот», ЕНФ согласился писать названия разрушенных деревень на информационно-туристических стендах в подчинённых ему парках и лесах. Согласно соглашению, «Зохрот» предоставит в распоряжение фонда имеющуюся в её распоряжении информацию о разрушенных деревнях для последующей проверки. Руководство ЕНФ подтвердило только информацию «Зохрот» о прошедшей встрече, но не о достигнутом соглашении.
Организация также занимается защитой от сноса зданий палестинских арабов, уцелевших до настоящего времени.
Движение издаёт журнал «Седек» («Разлом»). Четвёртый номер журнала вышел весной 2010 года. Этот выпуск содержит 40 стихотворений израильских поэтов, напечатанных в период с 1948 по 1958 гг. Стихотворения содержат взгляд авторов на депортацию палестинских арабов в годы образования государства Израиль.

## Финансирование
Согласно отчёту организации, её финансирование в 2006 году составляло 280 000 евро и поступало в основном от спонсоров из западных стран, что вызвало, в частности, критику со стороны еврейской общины Великобритании. В отчетах за последующие (2007—2009) годы информации о размере полученного финансирования не приводится.

## Критика
Часть критиков организации считают её радикальным левым антисионистским движением, целью которого является разрушение государства Израиль в его нынешнем виде. Другие отмечают односторонний, по их мнению, подход организации к «Накбе», который игнорирует источники и основные факты истории Арабо-израильского конфликта. Один из самых известных критиков «Зохрот», журналист Бен Дрор Ямини, пишет:

«Организация „Зохрот“ не просто ещё одна радикальная левая организация. Речь идёт о гораздо более опасном явлении. Политической её целью является „право на возвращение“, то есть, уничтожение Израиля как еврейского и демократического государства.»
Оригинальный текст (иврит) עמותת "זוכרות" אינה עוד עמותת שמאל קיצוני. מדובר בתופעה הרבה יותר מסוכנת. המטרה הפוליטית המוצהרת של העמותה היא זכות השיבה. כלומר, חיסול מדינת ישראל כמדינה יהודית ודמוקרטית

Критике также подвергаются попытки «Зохрот» в обход запрета Министерства образования ввести в образовательную систему Израиля (от детских садов до университетов) изучение её версии Арабо-израильской войны и исхода арабов из Палестины в 1947—1949 гг., проводя при финансовой поддержке Евросоюза различные семинары для преподавателей, включающие субсидированные ночлег и питание.
Деятельность подобных израильских организаций многие в Израиле считают угрожающей безопасности государства.
В январе 2011 года Кнессет принял решение о создании парламентской комиссии для расследования источников финансирования таких организаций, как Бецелем, «Махсом Уотч», «Шоврим Штика» и других.

## Конфликты с полицией
В апреле 2012 года, в ходе празднования Дня независимости Израиля в Тель-Авиве, активисты «Зохрот» пытались провести очередную акцию напоминания о Накбе, подобную проводимым ею течение семи предшествующих лет. Согласно одним источникам, её активисты пытались «громко, но без мегафона» зачитать список арабских деревень, прекративших существование в 1948 году. Однако в этом году израильская полиция запретила активистам выходить в день независимости из их офиса. Трое человек, всё-таки начавших зачитывать список деревень, были арестованы по обвинению в нарушении общественного порядка. По другим источникам, «активисты выкрикивали антиизраильские лозунги, призывы к возвращению палестинских беженцев. Полиция, имевшая предварительную информацию о готовящейся провокации левых, задержала нескольких участников митинга… акция не нашла поддержки среди тех, кто находился на главной площади Тель-Авива и отмечал там 64 годовщину независимости Израиля».